# Coeficiente
Coeficiente (do latim: coefficere) é o fator multiplicativo de um termo numa expressão, sendo geralmente um número, e que não se confunde com as variáveis da expressão. Por exemplo, em:
{\displaystyle 7x^{2}-3xy+1,5+y}
Os três primeiros coeficientes são 7, -3 e 1,5. No terceiro termo, não há variáveis, então o coeficiente equivale ao termo; esse termo é chamado de termo constante. O quarto termo não possui coeficiente explícito, mas, por convenção, diz-se que o coeficiente é 1, pois a multiplicação do termo por 1 não altera seu valor. Os coeficientes são escritos em geral na forma numérica, mas também podem ser representados por letras, sendo dessa forma um parâmetro. Na seguinte expressão, os coeficientes são os parâmetros a, b e c:
{\displaystyle ax^{2}+bx+c}
se entendermos que essas letras representam variáveis.
Um polinômio numa variável x pode ser escrito na forma:
{\displaystyle a_{k}x^{k}+\cdots +a_{1}x^{1}+a_{0},}
para algum k inteiro, onde ak, ... a1, a0 são coeficientes; para generalizar essa expressão em todos os casos, é necessário admitir que 0 seja um coeficiente possível.
Para o maior i com ai ≠ 0 (se houver), ai é chamado de coeficiente líder do polinômio. Por exemplo, o coeficiente líder do polinômio seguinte:
{\displaystyle \,4x^{5}+x^{3}+2x^{2}}
é 4.
Existem coeficientes específicos com aplicações na Matemática, como os coeficientes binomiais, usados no teronema binomial e tabulados no Triângulo de Pascal.

## Álgebra linear
Na álgebra linear, o coeficiente líder na linha de uma matriz é o primeiro valor diferente de zero na matriz. Por exemplo, dado:
{\displaystyle M={\begin{pmatrix}1&2&0&6\\0&2&9&4\\0&0&0&4\\0&0&0&0\end{pmatrix}}.}
O coeficiente líder da primeira linha é 1; o da segunda linha é 2; o da terceira linha é 4; e a quarta linha não tem coeficiente líder.
Embora os coeficientes sejam tratados como constantes na álgebra elementar, eles podem variar, numa forma mais generalizada. Por exemplo, as coordenadas {\displaystyle (x_{1},x_{2},...,x_{n})} de um vetor v num espaço vetorial com uma base {\displaystyle \lbrace e_{1},e_{2},...,e_{n}\rbrace } são os coeficientes dos vetores da base na expressão {\displaystyle v=x_{1}e_{1}+x_{2}e_{2}+...+x_{n}e_{n}.}